# Епархия Калукана
Епархия Калукана (лат. Dioecesis Kalookana) — епархия Римско-Католической церкви с центром в городе Калукан, Филиппины. Епархия Калукана входит в митрополию Манилы. Кафедральным собором епархии Калукана является церковь святого Роха

## История
28 июня 2003 года Римский папа Иоанн Павел II выпустил буллу Quoniam quaelibet Ecclesia, которой учредил епархию Калукана, выделив её из архиепархии Манилы.

## Ординарии епархии
- епископ Deogracias S. Iñiguez (28.06.2003 — 25.01.2013);
- вакансия (2013—2015)[1]
- кардинал Пабло Вирхилио Сионгко Давид (14.10.2015 — по настоящее время).

## Источник
- Annuario Pontificio, Libreria Editrice Vaticana, Città del Vaticano, 2003, ISBN 88-209-7422-3
- Булла Quoniam quaelibet Ecclesia  (лат.)